# Nick Schmaltz
Nick Schmaltz (Madison, Wisconsin, 23 de febrero de 1996), apodado KFC, es un jugador profesional estadounidense de hockey sobre hielo que se desempeña en la posición de centro en Arizona Coyotes, equipo de la National Hockey League (NHL).

## Carrera
Fue seleccionado en la primera ronda en la NHL Entry Draft de 2014. En 2016 hizo su debut profesional con el equipo Chicago Blackhawks, en el cual jugó tres temporadas (2016-2018), después pasó a Arizona Coyotes, donde lleva jugando seis temporadas.